# Палочки (сетчатка)

Сечение слоя сетчатки глаза

Строение палочки сетчатки глаза: 1 — наружный сегмент (содержит мембранные диски), 2 — связующий отдел (ресничка), 3 — внутренний отдел (содержит митохондрии), 4 — основание с нервными окончаниями.

Па́лочки (англ. rod cells) — один из двух типов фоторецепторов, периферических отростков светочувствительных клеток сетчатки глаза, названный так за свою цилиндрическую форму. Это высокоспециализированные клетки, преобразующие световые раздражения в нервное возбуждение. Вторым типом фоторецепторов являются колбочки.
В среднем сетчатка глаза человека содержит около 92 миллионов палочек. Размеры палочек: длина — 0,06 мм, диаметр — 0,002 мм.
Палочки чувствительны к свету благодаря наличию в них специфического пигмента — родопсина (или зрительный пурпур). Под действием света происходит ряд очень быстрых превращений и обесцвечивание зрительного пигмента. Чувствительность палочки достаточна, чтобы зарегистрировать попадание даже 2-3 фотонов.
Плотность размещения палочек на различных участках сетчатки глаза неравномерна и может составлять от 20 000 до 200 000 на мм². Причём на периферии сетчатки их плотность выше, чем к её середине, что определяет их участие в ночном и периферийном зрении. В центре сетчатки, в центральной ямке (жёлтом пятне), палочки практически отсутствуют.

## Строение фоторецепторов
Палочки и колбочки сходны по строению и состоят из четырех отделов.
В строении палочки принято различать (см. рисунок):
1. Наружный сегмент (содержит мембранные диски с родопсином),
2. Связующий отдел (ресничка),
3. Внутренний сегмент (содержит митохондрии),
4. Область с нервными окончаниями.

В наружном сегменте палочки находится столбик, содержащий большое количество мембранных дисков (около тысячи). Мембраны дисков содержат множество молекул светочувствительного пигмента родопсина. Диски представляют собой уплощенные мембранные мешочки, уложенные в виде стопки. Обращённая к свету, наружная часть столбика из дисков постоянно обновляется за счет фагоцитоза «засвеченных» дисков клетками пигментного эпителия и постоянного образования новых дисков в теле фоторецептора. Диски в колбочке постоянно обновляются (до сотни дисков в сутки). На полное обновление всех дисков фоторецептора требуется около 10 дней.
Внутренний сегмент — это область активного метаболизма, она заполнена митохондриями, поставляющими энергию для обеспечения процессов световосприятия, и полирибосомами, на которых синтезируются белки, участвующие в образовании мембранных дисков и зрительного пигмента. В этом же участке палочки располагается ядро.
К одному интернейрону, собирающему сигнал c сетчатки, как правило, подсоединяется несколько палочек, что дополнительно увеличивает чувствительность глаза (конвергенция). Такое объединение палочек в группы делает периферийное зрение очень чувствительным к движениям и отвечает за феноменальные способности отдельных индивидов к зрительному восприятию событий, лежащих вне угла их зрения.
Палочки обладают интересной особенностью. В связи с тем, что все палочки содержат один и тот же светочувствительный пигмент — родопсин, их спектральная характеристика сильно зависит от уровня освещения. При слабом освещении максимум поглощения родопсина составляет около 500 нм (спектр сумеречного неба), при этом палочки ответственны за ночное зрение, когда цвета предметов неразличимы. При высоком уровне освещения родопсин выцветает, его чувствительность падает, и максимум поглощения смещается в синюю область, что позволяет глазу, при достаточном освещении, использовать палочки как приёмник коротковолновой (синей) части спектра. Доказательством того, что приёмником синей части спектра в глазу является палочка, может служить и тот факт, что при цветоаномалии третьего типа (тританопия) глаз человека не только не воспринимает синюю часть спектра, но и не различает предметы в сумерках (куриная слепота), а это указывает именно на отсутствие нормальной работы палочек. Сторонники трёхкомпонентных теорий объяснить эту закономерность до сих пор не могут (почему всегда, одновременно с прекращением работы синего приёмника, перестают работать и палочки).
Таким образом, при ярком свете палочки совместно с колбочками (которые чувствительны к жёлто-зелёной и жёлто-красной частям спектра) позволяют глазу различать и цвета окружающего нас мира.

## Цветное зрение

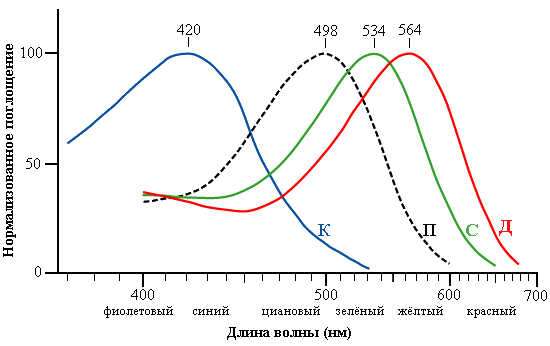
Нормализованные графики чувствительности человеческих клеток-колбочек различных видов (К, С, Д) и клеток-палочек (П) к различным частям спектра. NB: ось длин волны на данном графике логарифмическая.

Палочки чувствительны в изумрудно-зеленой части спектра (максимум — 498 нм). В остальных частях спектра чувствительны колбочки разных видов. Наличие палочек и разных видов колбочек даёт человеку цветное зрение.
Длинноволновые и средневолновые колбочки (с пиками в жёлто-красном и сине-зелёном диапазонах) имеют широкие зоны чувствительности со значительным перекрыванием, поэтому колбочки определённого типа реагируют не только на свой цвет; они лишь реагируют на него интенсивнее других.
В ночное время, когда поток электромагнитных волн недостаточен для нормальной работы колбочек, зрение обеспечивают только палочки, поэтому ночью человек не может различать цвета.